# Jogomertan
Jogomertan is een bestuurslaag in het regentschap Kebumen van de provincie Midden-Java, Indonesië. Jogomertan telt 3261 inwoners (volkstelling 2010).